# Versace
Gianni Versace Srl, comunament anomenada Versace, és una empresa de moda de luxe italiana fundada per Gianni Versace el 1978. L'empresa produeix articles de confecció i complements fets a Itàlia, peces d'alta costura sota la marca Atelier Versace i llicència la marc per a la venda d'ulleres a Luxottica. El logotip de l'empresa està inspirat en Medusa, una figura de la mitologia grega.

## Història
La marca va ser fundada l'any 1978 per Gianni Versace i dirigida després del seu assassinat per la seva família: el seu germà Santo Versace va ocupar-ne la presidència, mentre la seva germana Donatella va passar a ser la directora creativa. La filla de Donatella, Allegra Versace Beck, es va convertir en l'accionista majoritària havent heretat la part del seu oncle Gianni. L'altre fill, Daniel, va heretar gran part de la seva col·lecció d'art.
El setembre de 2018, la companyia es va vendre al grup Michael Kors per 2.120 milions de dòlars. El gener de 2019, Versace va integrar-se formalment en el grup Capri Holdings Limited, on també hi és Jimmy Choo. Els nous propietaris van mantenir Donatella Versace com a cap de disseny creatiu.
El març de 2025, Versace va anunciar el nomenament de Dario Vitale —procedent de Miu Miu— en el càrrec de director creatiu. Donatella Versace va passar al paper d'ambaixadora de la marca, centrant-se en la tasca filantròpica de la firma.